# Pacific Building
El Pacific Building es un edificio histórico de oficinas en el downtown de Portland, la ciudad más poblada del estado de Oregón (Estados Unidos). Ha sido incluido en el Registro Nacional de Lugares Históricos desde el 5 de marzo de 1992.

## Historia
Este edificio fue el segundo de tres edificios de estilo italiano similar construidos en Portland por la prolífica firma del arquitecto local A. E. Doyle. El diseñador principal del proyecto, Charles K. Greene, trabajó en el trío de edificios encargados por Italianate Doyle en Portland: el edificio más pequeño del Bank of California (también terminado en 1924), el Pacific Building y el Public Service Building (un rascacielos terminado en 1924). 1928). Un joven Pietro Belluschi comenzó su carrera con A. E. Doyle trabajando en este proyecto. Tras su apertura en 1926, Doyle trasladó la sede de su empresa al Pacific Building.
El vestíbulo del edificio de 10 pisos fue diseñado por Belluschi y está conectado al primer estacionamiento subterráneo de Portland. Esta conexión se perdió en 2000 cuando la antigua estación de autobuses al sur (que se encontraba en la parte superior del garaje) fue demolida y reemplazada por un anexo al cercano Hotel Hilton. Arquitectónicamente, el Pacific Building parece combinar la Escuela de Chicago con la arquitectura renacentista italiana. El techo de tejas rojas y las buhardillas se combinan con ventanas geométricas que quedan casi a ras de la fachada para lograr este efecto.
El lote sobre el que se encuentra el Pacific Building está al otro lado de Yamhill Street desde Pioneer Courthouse, en el corazón del centro de Portland. El lote completo una vez fue el terreno de la mansión Henry Corbett (construida en 1875), que permaneció hasta que comenzó la construcción del Pacific Building. La viuda de Corbett tenía una vaca en el terreno al mismo tiempo mientras una ciudad importante crecía a su alrededor. Esta yuxtaposición de lo antiguo y lo nuevo le valió a todos un apodo: "El pastoreo de un millón de dólares".